# Reimarochloa oligostachya
Reimarochloa oligostachya là một loài thực vật có hoa trong họ Hòa thảo. Loài này được (Munro) Hitchc. miêu tả khoa học đầu tiên năm 1909.